# Woodruff (Wisconsin)
Pour les articles homonymes, voir Woodruff.
Woodruff est une ville du comté d'Oneida dans l’État du Wisconsin, aux États-Unis. La commune compte 1 982 habitants en l’an 2010. 

## Géographie
Selon le Bureau du recensement des États-Unis, la ville a une superficie totale de 92,1 km2), dont 73,9 km2 de terres et 18,2 km2 d'eau (19,79 %).

## Démographie
Au recensement de 2000, il y a 1 982 personnes, 866 ménages et 538 familles résidant dans la ville. La densité de population était de 69,5 personnes par mile carré (26,8/km2). Il y avait 1 515 unités de logement et une densité moyenne de 53,1 par mile carré (20,5/km2). La composition raciale de la ville était la suivante : 96,72 % de Blancs, 0,25 % d'Afro-Américains, 1,51 % d'Amérindiens, 0,15 % d'Asiatiques, 0,10 % d'Insulaires du Pacifique, 0,50 % d'autres races et 0,76 % de deux races ou plus. Les hispaniques ou latinos de toute race représentaient 1,06 % de la population.
Il y avait 866 ménages, dont 25,3 % avaient des enfants de moins de 18 ans vivant avec eux, 52,5 % étaient des couples mariés vivant ensemble, 6,7 % avaient une femme sans mari et 37,8 % n'étaient pas des familles. 33,5 % de tous les ménages étaient constitués de personnes seules, et 15,9 % comptaient une personne âgée de 65 ans ou plus vivant seule. La taille moyenne des ménages était de 2,22 et celle des familles de 2,83.
Dans la ville, la population était répartie de la manière suivante : 21,8 % avaient moins de 18 ans, 3,9 % de 18 à 24 ans, 24,2 % de 25 à 44 ans, 25,9 % de 45 à 64 ans et 24,2 % avaient 65 ans ou plus. L'âge médian était de 45 ans. Pour 100 femmes, il y avait 88,0 hommes. Pour 100 femmes âgées de 18 ans et plus, il y avait 85 hommes.
Le revenu médian d'un ménage dans la ville était de 35 335 $, et le revenu médian d'une famille était de 45 815 $. Les hommes avaient un revenu médian de 32 009 $, contre 21 964 $ pour les femmes. Le revenu par habitant de la ville était de 20 508 $. Environ 8,3 % des familles et 10,8 % de la population se trouvaient sous le seuil de pauvreté, dont 15,5 % des personnes de moins de 18 ans et 6,3 % des personnes de 65 ans ou plus.